# 宮崎県道215号板上曽木線
宮崎県道215号板上曽木線（みやざきけんどう215ごう いたかみそきせん）は、宮崎県延岡市を通る一般県道である。

## 概要
延岡市北方町板上から延岡市北方町曽木に至る。
2014年（平成26年）3月31日に旧宮崎県道215号大保下曾木停車場線と旧宮崎県道218号曽木停車場線を統合して路線認定された。

### 路線データ
- 起点：延岡市北方町板上（延岡市北方町板上字大保下戌860番地先）
- 終点：延岡市北方町曽木（延岡市北方町曽木字黒仁田子2027番24地先、国道218号交点）
- 総延長：17429.6 m[1]

## 歴史
- 1959年（昭和34年）6月1日 - 宮崎県告示第226号により宮崎県道曽木停車場線が路線認定される。
  - 整理番号：41
  - 起点：曽木停車場
  - 終点：二級国道熊本延岡線交点
  - 道路法第7条第1項該当号：第5号[2]
- 1967年（昭和42年）3月28日 - 宮崎県告示第223号により宮崎県道大保下曾木停車場線が路線認定される。
  - 整理番号：155
  - 起点：東臼杵郡北方村大保下
  - 終点：東臼杵郡北方村曾木停車場
  - 道路法第7条第1項該当号：第6号[3]
- 1972年（昭和47年）11月 - 大保下曽木停車場線の整理番号が215、曽木停車場線の整理番号が218に変更される。
- 2007年（平成19年）9月6日 - 高千穂鉄道高千穂線延岡駅 - 槇峰駅間廃線に伴い曽木駅が廃駅となる。これにより曽木停車場線の路線認定の根拠が失われる。
- 2014年（平成26年）3月31日 - 宮崎県告示第221号により宮崎県道215号大保下曽木停車場線と宮崎県道218号曽木停車場線が路線廃止となり、宮崎県告示第220号により新たに宮崎県道215号板上曽木線が路線認定される[4]。

## 地理

### 通過する自治体
- 延岡市

### 交差する道路
| 交差する道路 | 交差する場所 | 交差する場所 |
| ------------ | ------------ | ------------ |
| 国道218号    | 北方町曽木   | 終点         |

### 沿線
- 曽木郵便局
- 延岡警察署 曽木駐在所